# Damian Niwiński
Damian Tadeusz Niwiński (ur. 10 maja 1957) – polski matematyk i informatyk, profesor nauk matematycznych. Specjalizuje się w logice matematycznej, teorii automatów, sztucznej inteligencji, językach programowania oraz matematycznych podstawach informatyki. Profesor zwyczajny Instytutu Informatyki Wydziału Matematyki, Informatyki i Mechaniki Uniwersytetu Warszawskiego.

## Życiorys
Studia z matematyki ukończył na Uniwersytecie Warszawskim w 1981, gdzie następnie został zatrudniony i zdobywał kolejne awanse akademickie. Stopień doktorski uzyskał w 1987 na podstawie pracy przygotowanej pod kierunkiem prof. Jerzego Tiuryna. Habilitował się w 1997 na podstawie oceny dorobku naukowego i rozprawy pt. Stało-punktowa definiowalność procesów nieskończonych. Tytuł naukowy profesora nauk matematycznych otrzymał w 2009. Od 2009 pełni funkcję przewodniczącego European Association for Computer Science Logic. Jest też wiceprezesem Polskiego Towarzystwa Logiki i Filozofii Nauki oraz członkiem Komitetu Informatyki PAN. Od 2010 jest redaktorem naczelnym czasopisma „Fundamenta Informaticae". W ramach macierzystego Wydziału pełni funkcję dyrektora Instytutu Informatyki. 
Współautor (wraz z André Arnoldem) książki Rudiments of µ-calculus (wyd. Elsevier 2001, ISBN 978-0-444-50620-7). Swoje prace publikował w takich czasopismach jak m.in. „Central European Journal of Mathematics”, „Theoretical Computer Science” „Fundamenta Informaticae”, „Theoretical Informatics and Applications”, „Journal of Symbolic Logic” oraz w serii monografii „Lecture Notes in Computer Science".